# Aglaodiaptomus kingsburyae
Aglaodiaptomus kingsburyae е вид челюстнокрако от семейство Diaptomidae. Видът е световно застрашен, със статут Уязвим.

## Разпространение
Разпространен е в САЩ.